# Xanthorhoe subflava
Xanthorhoe subflava là một loài bướm đêm trong họ Geometridae.